# Jesús Reyes Ferreira
José de Jesús Benjamín Buenaventura de los Reyes y Ferreira (* 17. Oktober 1880 in Guadalajara; † 5. August 1977 in Mexiko-Stadt), bekannter unter dem Kosenamen „Chucho“ Reyes, war ein mexikanischer Maler.

## Biografie
„Chucho“ Reyes war der Sohn des Sammlers, Malereiliebhabers und Antiquars Buenavetura Reyes Zavala und seiner Frau Felipa Ferreira Flores. Er hatte drei Geschwister namens María, Antonia und Benjamín, der im Alter von vier Jahren verstarb. Als Auszubildender der Litografía e Imprenta de Loreto y Ancira erlernte er ab 1894 am Liceo de Varones in Guadalajara das Zeichnen und Malen. Sein Vater, der als dominante Persönlichkeit beschrieben wird, verstarb im Oktober 1911, und Reyes erbte die gesammelten Werke seines Vaters.
Nachdem er in den 1930er-Jahren nach Mexiko-Stadt gegangen war, lernte er dort 1942 auch Marc Chagall und viele weitere Künstler kennen. Es folgten Ausstellungsteilnahmen in New York, London, angestoßen durch Mathias Goeritz 1950 seine erste Einzelausstellung in der Galería Arquitac in Guadalajara, sowie weitere Teilnahmen an Gruppenausstellungen in Mexiko-Stadt und in Barcelona. Reyes beriet Anfang der 1950er-Jahre auch Luis Barragán Morfín bei seinen Arbeiten im Pedregal de San Ángel im Süden von Mexiko-Stadt. 1962 wurde er im Palacio de Bellas Artes von der INBA geehrt und 1977 an der Universidad de Guadalajara.